# Latin rock
Latin rock, ook wel rock en español genoemd, is een mengeling van (blues)rock met Latijns-Amerikaanse ritmes en percussie-instrumenten als conga's, bongo's en timbales.
Het genre is min of meer uitgevonden door Carlos Santana nadat hij midden jaren 60 tegelijkertijd een bluesband en een percussiegroep hoorde spelen. Latin rock was vooral in de hoogtijdagen van Santana populair, maar eind jaren 70 stond er (in de Verenigde Staten)  een nieuwe generatie latino's op die liever naar Anglo-Amerikaanse muziek luisterde dan naar het eigen culturele erfgoed. Sindsdien is latin rock ook een verzamelnaam geworden voor gitaarbands uit de Spaanstalige gebieden. 

## Lijst van latinrockbands
| Groep/artiest | Beschrijving |
| ------------- | --- |
| Malo          | blazersrijke formatie uit San Francisco. Scoorde in 1972 met Suavecito, geschreven en gezongen door timbalesspeler Richard Bean. Sugar Ray samplede het in eind jaren 90 op hun hit Every Morning. Nena, eveneens afkomstig van het titelloze debuutalbum, werd in 1978 gecoverd door Massada. Zanger Arcelio Garcia jr. en gitarist Jorge Santana (broer van Carlos) overleden beiden in 2020. Malo treedt nog steeds op onder leiding van Bean. |
| Sapo          | latin-fusion onder leiding van Richard Bean nadat hij - samen met een aantal andere leden - uit Malo was gestapt. De band bestond van 1972 tot 1976; daarna sloot congaspeler Raul Rekow (1954-2015) zich aan bij Santana voor 37 jaar trouwe dienst. |
| El Chicano    | 'brown-eyed soul' uit Los Angeles onder leiding van Freddy Sanchez. Nam covers op van Gerald Wilson's Viva Tirado (lokale nr. 1-hit), Herbie Hancock's Cantaloupe Island en Van Morrison's Brown Eyed Girl. Hun bekendste eigen nummers zijn Tell Her She's Lovely en 'Sabor A Mi. Zangeres Ersi Avisu bracht eind jaren 00 een solo-album uit. Hammondorganist Bobby Espinosa en timbalesspeler Rudy Regalado overleden in 2010. De overige bandleden bleven optreden in een deels vernieuwde bezetting. In 2014 brachten ze een cd uit met medewerking van ex-Santana frontman Alex Ligertwood.                            |
| Seguida       | New Yorkse formatie. |
| Norma Zenteno | zangeres/gitarist uit Houston (1952-2013); dochter van de eenarmige Mexicaanse trompettist Roberto Zenteno (1927-2003). Begon op elfjarige leeftijd met gitaarspelen en liedjes schrijven; ervaring deed ze op in het orkest van haar vader. Begin jaren 80 vormde Zenteno met haar jongere broers en haar echtgenoot (de kern van) een eigen band waarmee ze gedurende de tweede helft van haar leven optrad. In februari 2013 overleed ze aan borstkanker. De muziek van Norma en Roberto Zenteno leeft voort in de tribute-band Zenteno Spirit die in wisselende bezettingen optreedt; zoon Miles is een van de drummers. |
| Massada       | Nederlands-Molukse band uit Huizen rond zanger, percussionist en enig vast bandlid Johnny Manuhutu. De hits stammen uit de periode 1978-1981, maar de optredens zijn nog altijd succesvol. |